# Гуачжоу
Гуачжо́у (кит. упр. 瓜州, пиньинь Guāzhōu) — уезд городского округа Цзюцюань провинции Ганьсу (КНР). Уезд назван в средневековой административной единицы, органы власти которой размещались в этих местах.

## История
При империи Суй был создан округ Чанлэ (常乐郡). При империи Тан он был в 622 году преобразован в область Гуачжоу (瓜州).
При империи Цин после того, как было уничтожено Джунгарское ханство, в этих местах был размещён Аньсиский караул (安西卫).
В 1913 году был создан уезд Аньси (安西县).
В 1949 году был образован Специальный район Цзюцюань (酒泉专区), и эти земли вошли в его состав. В 1955 году Специальный район Цзюцюань и Специальный район Увэй были объединены в Специальный район Чжанъе (张掖专区), но в 1961 году Специальный район Цзюцюань был воссоздан. В 1970 году Специальный район Цзюцюань был переименован в Округ Цзюцюань (酒泉地区).
Постановлением Госсовета КНР от 18 июня 2002 года были расформированы округ Цзюцюань и городской уезд Цзюцюань, и образован городской округ Цзюцюань.
В 2006 году постановлением Госсовета КНР уезд Аньси был переименован в Гуачжоу.

## Административное деление
Уезд делится на 5 посёлков, 6 волостей и 4 национальные волости.